# Афиосемионы

Афиосемионы (лат. Aphyosemion) — род пресноводных лучепёрых рыб из семейства нотобранхиевых (Nothobranchiidae) отряда карпозубообразных.

## Внешний вид
Тело стройное, цилиндрической формы. Как правило, самцы очень нарядны, с развитыми пёстрыми плавниками, самки невзрачны.

## Распространение
Большинство видов — обитатели мелких проточных и непроточных водоёмов Западной Африки. Некоторые виды предпочитают стоячую воду, болота (например, южный афиосемион), другие, как A. striatum, встречаются в ручьях и небольших реках. Места обитания часто склонны к частичному пересыханию в сухой сезон.

## Размножение
Некоторые афиосемионы, например, южный афиосемион, нерестятся в гуще растений; другие — откладывают икру в грунт. В аквариуме чаще всего выбор происходит в зависимости от предложенного субстрата. Икра развивается долго: две-три недели при водном цикле развития и три-четыре недели при подсушивании в торфе. Последний вариант предоставляет возможность пересылки икры по почте в тёплое время года. При развитии икры в воде применяются три основных метода выращивания мальков:
1. В общем с родителями аквариуме. При использовании этого метода афиосемионы ежедневно нерестятся в густо засаженном мелколистными растениями видовом аквариуме. Икру не удаляют, она развивается в этом же аквариуме, и из неё выходят мальки, первое время питающиеся инфузориями в зарослях растений.
2. В отдельной ёмкости с переносом субстрата. Субстрат с икрой регулярно, например, раз в три дня, переносят из аквариума с производителями в отдельную ёмкость, где из икры вылупляются мальки.
3. В отдельном нерестовом аквариуме. Производителей рассаживают и в течение недели обильно кормят живым кормом, после чего ссаживают в нерестовый аквариум, густо засаженный мелколистными растениями, на неделю, после чего производителей из нерестовика удаляют.

## Классификация
Известно 95 видов афиосемионов: 
- Aphyosemion abacinum
- Aphyosemion ahli — Афиосемион Аля, или калиурум Аля
- Aphyosemion alpha
- Aphyosemion amoenum
- Aphyosemion aureum
- Aphyosemion australe — Южный афиосемион
- Aphyosemion bamilekorum — Афиосемион Радда
- Aphyosemion batesii — Афиосемион Бейтса
- Aphyosemion bitaeniatum
- Aphyosemion bivittatum — Двухполосый афиосемион
- Aphyosemion bualanum — Саванный афиосемион
- Aphyosemion buytaerti
- Aphyosemion callipteron
- Aphyosemion calliurum — Афиосемион-калиурум
- Aphyosemion cameronense — Камерунский афиосемион
- Aphyosemion campomaanense
- Aphyosemion castaneum
- Aphyosemion caudofasciatum — Полосатохвостый афиосемион
- Aphyosemion celiae
- Aphyosemion chauchei
- Aphyosemion christyi
- Aphyosemion citrineipinnis — Желтопёрый афиосемион
- Aphyosemion coeleste
- Aphyosemion cognatum — Красноточечный афиосемион
- Aphyosemion congicum
- Aphyosemion cyanostictum
- Aphyosemion dargei
- Aphyosemion decorsei
- Aphyosemion ecucuense
- Aphyosemion edeanum
- Aphyosemion elberti
- Aphyosemion elegans
- Aphyosemion erythron
- Aphyosemion escherichi
- Aphyosemion etsamense
- Aphyosemion exigoideum
- Aphyosemion exiguum
- Aphyosemion ferranti
- Aphyosemion franzwerneri
- Aphyosemion fulgens
- Aphyosemion gabunense
- Aphyosemion georgiae
- Aphyosemion hanneloreae
- Aphyosemion heinemanni
- Aphyosemion hera
- Aphyosemion herzogi
- Aphyosemion hofmanni
- Aphyosemion joergenscheeli
- Aphyosemion kouamense
- Aphyosemion koungueense
- Aphyosemion labarrei
- Aphyosemion lamberti — Афиосемион Ламберта
- Aphyosemion lefiniense
- Aphyosemion lividum
- Aphyosemion loennbergii
- Aphyosemion louessense
- Aphyosemion lugens
- Aphyosemion lujae
- Aphyosemion maculatum
- Aphyosemion malumbresi
- Aphyosemion melanogaster
- Aphyosemion melinoeides
- Aphyosemion mimbon
- Aphyosemion musafirii
- Aphyosemion ocellatum
- Aphyosemion ogoense
- Aphyosemion omega
- Aphyosemion pascheni
- Aphyosemion passaroi
- Aphyosemion plagitaenium
- Aphyosemion poliaki
- Aphyosemion polli
- Aphyosemion primigenium
- Aphyosemion punctatum
- Aphyosemion punctulatum
- Aphyosemion raddai
- Aphyosemion rectogoense
- Aphyosemion riggenbachi
- Aphyosemion schioetzi
- Aphyosemion schluppi — Афиосемион Шлюппа
- Aphyosemion seegersi
- Aphyosemion splendopleure
- Aphyosemion striatum
- Aphyosemion teugelsi
- Aphyosemion thysi
- Aphyosemion tirbaki
- Aphyosemion trilineatus
- Aphyosemion volcanum
- Aphyosemion wachtersi
- Aphyosemion wildekampi
- Aphyosemion wuendschi
- Aphyosemion zygaima